# Ancourteville-sur-Héricourt
Ancourteville-sur-Héricourt é uma comuna francesa na região administrativa da Normandia, no departamento de Sena Marítimo. Estende-se por uma área de 3,49 km². Em 2010 a comuna tinha 342 habitantes (densidade: 98 hab./km²).